# Pokwitowanie
Pokwitowanie – potwierdzenie przyjęcia pisma przez podmiot, który je odbiera.
W postępowaniu administracyjnym pokwitowanie zawiera w sobie własnoręczny podpis odbierającego oraz wskazanie daty doręczenia.